# ناروهيتو
ناروهيتو (徳仁، ولد 23 فبراير 1960) هو إمبراطور اليابان الحالي. اعتلى عرش الأقحوان في 1 مايو 2019 بعد تنازل والده أكيهيتو عن العرش في 30 أبريل 2019، بادئًا فترة رييوا. وفقا للترتيب التقليدي للخلافة في اليابان، فهو العضو الـ 126 في أقدم سلالة حاكمة في العالم. وهو أول إمبراطور ياباني يولد بعد الحرب العالمية الثانية.

## الاسم
في اليابان، لا يُشار إلى الإمبراطور أبدًا باسمه الحقيقي، بل يشار إليه بلقب "صاحب الجلالة الإمبراطور" (天皇陛下 تينّو هيكا) والذي يمكن اختصاره صاحب الجلالة (陛下 هيكا) . في الكتابة، يشار إلى الإمبراطور رسميًا باسم "الإمبراطور الحاكم" (今上天皇 كينجو تينّو). عهد ناروهيتو يحمل اسم "رييوا" (令和)، ووفقًا للعرف، سيُسمّى الإمبراطور رييوا (令和天皇 رييوا تينّو) بأمر من مجلس الوزراء بعد وفاته. في الوقت نفسه، سيتم تحديد اسم الحقبة التالية في عهد خليفته.

## النشأة

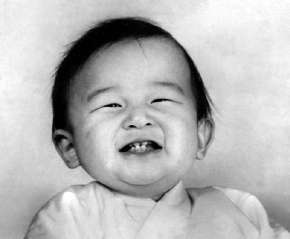
ناروهيتو في فبراير 1961

ولد ناروهيتو في 23 فبراير 1960 في الساعة 4:15   في مستشفى وكالة القصر الإمبراطوري في قصر طوكيو الإمبراطوري. والدته، الإمبراطورة ميتشيكو، تحولت إلى ديانة الشينتو من الكاثوليكية الرومانية. قبل ولادة ناروهيتو، كان الإعلان عن ارتباط ولي العهد الأمير أكيهيتو آنذاك، والزواج من السيدة ميتشيكو شودا آنذاك محط معارضة من الجماعات التقليدية، لأن شودا جاءت من عائلة كاثوليكية. على الرغم من أن شودا لم تُعمّد أبدًا، إلا أنها تعلمت في المدارس الكاثوليكية ويبدو أنها تحمل عقيدة والديها. تكهنت الإشاعات أيضا بأن الإمبراطورة كوجون عارضت الخِطبة. بعد وفاة جدّة ناروهيتو من والده الإمبراطورة كوجون عام 2000، أفادت رويترز بأنها كانت واحدة من أقوى المعارضين لزواج ابنها، وأنها في الستينيات من القرن الماضي دفعت زوجة ابنها وأحفادها إلى الاكتئاب من خلال اتهامها المستمر لها بعدم كونها مناسبة لابنها.
يُذكر أن طفولة ناروهيتو كانت سعيدة، وأنه كان يتمتع بهوايات متنوعة مثل الموسيقى وتسلق الجبال وركوب الخيل. لقد لعب مع أطفال الغرفة الملكية، وكان من مشجعي فريق يوميوري العملاق في الدوري المركزي، وكان اللاعب المفضل لديه هو رقم ثلاثة والذي أصبح المدرب للفريق شيغيو ناغاشيما. في أحد الأيام، عثر ناروهيتو على بقايا طريق قديم على أرض القصر، مما أثار شغفه حول تاريخ وسائل النقل، والذي كان موضوع شهاداتي البكالوريوس والماجستير في التاريخ اللتان حصل عليهما. وقال في وقت لاحق، «لقد كان لدي اهتمام كبير بالطرق منذ الطفولة. على الطرق، يمكنك الذهاب إلى العالم المجهول. لأنني كنت أعيش حياة كانت لدي فيها فرص قليلة للخروج بحرية، كانت الطرق هي الجسر الثمين إلى العالم المجهول، إذا جاز التعبير.» 
في أغسطس عام 1974، عندما كان الأمير في الرابعة عشرة من عمره، أُرسل إلى ملبورن، أستراليا لقضاء العطلة مع عائلة أخرى. كان لدى والد ناروهيتو، الذي كان ولي العهد آنذاك أكيهيتو، تجربة إيجابية هناك في رحلة في العام السابق، وشجع ابنه على الذهاب كذلك. مكث مع عائلة رجل الأعمال كولن هاربر. انسجم مع إخوانه المضيفين، وركب حول بوينت لونسديل ‏، ولعب الكمان والتنس، وتسلق أولورو معهم. حتى انه عزف على الكمان في إحدى المرات لكبار الشخصيات في حفل عشاء الدولة في مقر الحكومة التي استضافها الحاكم العام السير جون كير.

## التعليم
عندما كان ناروهيتو في الرابعة من عمره، التحق بنظام مدارس جاكوشوين ‏ المرموق، حيث يرسل العديد من عائلات النخبة اليابانية والناريكين (حديثي الغنى) أطفالهم. في سنته الأخيرة، انضم ناروهيتو إلى نادي الجغرافيا.
تخرج ناروهيتو من جامعة غاكوشوين في مارس 1982 حاصلا على درجة البكالوريوس في الآداب ‏ في التاريخ. في يوليو من العام التالي التحق بدورة اللغة الإنجليزية المكثفة لمدة ثلاثة أشهر قبل التحاقه بكلية ميرتون بجامعة أكسفورد بالمملكة المتحدة،  حيث كان سيدرس حتى عام 1986. إلا أنه لم يقدم أطروحته «دراسة عن الملاحة والمرور في أعالي التايمز في القرن الثامن عشر حتى عام 1989.»  قام في وقت لاحق بتذكر هذه السنوات في كتابه، التايمز وأنا – مذكرات سنتين في جامعة أكسفورد. كان من بين الوجهات السياحية التي ارتادها في المدينة حوالي 21 حانة تاريخية، بما في ذلك تراوت إن وذا وايت هارت. انضم ناروهيتو إلى الجمعية اليابانية والمجتمع الدرامي، وكان الرئيس الشرفي لنوادي الكاراتيه والجودو. لعب في بطولة التنس بين الكليات، وكان رقم ثلاثة من أصل ستة في فريق ميرتون،  وتلقى دروس الجولف من محترف. خلال السنوات الثلاث التي قضاها في ميرتون، صعد أيضًا أعلى قمم في ثلاثة من البلدان المكونة للمملكة المتحدة: بن نيفيس في اسكتلندا، وسنودون ‏ في ويلز وسكافيل بايك في إنجلترا.
أثناء تواجده في أوكسفورد، تمكّن ناروهيتو أيضًا من زيارة المعالم السياحية في جميع أنحاء أوروبا ولقاء الكثير من ملوكها، بما في ذلك العائلة المالكة البريطانية. أدهشته آداب الأسرة المالكة في المملكة المتحدة المسترخية نسبيًا: «لاحظ دهشة أن الملكة إليزابيث الثانية، سكبت شايها بنفسها وقدّمت الشطائر». ذهب أيضا للتزلج مع هانز آدم الثاني من ليختنشتاين، وقضى عطلة في مايوركا في البحر الأبيض المتوسط مع خوان كارلوس الأول، وأبحر مع النرويجيين هارالد وسونيا وبياتريكس ملكة هولندا.
عند عودته إلى اليابان، التحق ناروهيتو مرة أخرى بجامعة جاكوشوين للحصول على درجة الماجستير في العلوم الإنسانية ‏ في التاريخ، وحصل على شهادته بنجاح في عام 1988.

## الحياة الشخصية

### الزواج والعائلة

#### الزواج
قابل ناروهيتو لأول مرة ماساكو أوادا في حفل شاي لإنفانتا إيلينا ، دوقة لوغو ‏ في نوفمبر 1986،  خلال دراستها في جامعة طوكيو. أسرت على الفور قلب الأمير،  الذي رتب لهما عدة لقاءات خلال الأسابيع القليلة التي أعقبت ذلك. لهذا السبب، تلاحقانها الصحافة بلا هوادة طوال عام 1987.
على الرغم من استنكار الوكالة الإمبراطورية للأسر المعيشية لماساكو، واستنكار انتظامها في كلية باليول في أوكسفورد، للعامين المقبلين، ظل ناروهيتو مهتما بماكو. وواصل طلب يدها ثلاث مرات قبل أن يعلن القصر الإمبراطوري خطوبته في 19 كانون الثاني / يناير 1993. أقيم حفل الزفاف في 9 يونيو من نفس العام في قاعة الشينتو الإمبراطورية في طوكيو أمام 800 ضيف مدعو، من بينهم العديد من رؤساء دول أوروبا والملوك، وجمهور عبر الإعلام يقدر بنحو 500 مليون شخص حول العالم.
بعد الزفاف، انتقل الزوجان إلى قصر توغو ‏ ، في مِلكية أكاساكا في ميناتو ، طوكيو.
بحلول وقت زواجهما، توفي جد ناروهيتو الامبراطور شوا (هيروهيتو) وهكذا في 23 فبراير 1991 تم تنصيب ناروهيتو كولي للعهد مع لقب الأمير هيرو (浩宮 هيرو-نو-مِيا) 

#### الخلافة
لدى الإمبراطور والإمبراطورة ابنة واحدة، إيكو، أميرة توشي (敬宮愛子内親王 توشي-نو-مِيا إيكو نايشِنّو، ولدت 1 ديسمبر 2001 في مستشفى وكالة البيت الإمبراطوري في قصر طوكيو الإمبراطوري) .
أثارت ولادة أيكو، التي وقعت بعد أكثر من ثماني سنوات من زواجهما، نقاشًا حيويًا في اليابان حول ما إذا كان ينبغي تغيير قانون الأسرة الإمبراطوري ‏ بحيث يسمح للمرأة بالارتقاء إلى عرش الأقحوان.
في عام 2005، أوصت لجنة خبراء عينتها الحكومة بتعديل قانون الخلافة الإمبراطورية للسماح لإيكو بالحكم، وتعهد رئيس الوزراء جونيشيرو كويزومي بدعمه. ومع ذلك، تم إسقاط الاقتراح بعد ولادة هيساهيتو، حفيد الإمبراطور أكيهيتو الأول وابن عم أيكو.
أعلن رسميًا في نوفمبر 2020 عن فوميهيتو وريثًا للعرش، خلال حفل «ريكوشي نو ري» في طوكيو ليحسم الجدل ويصبح ولي عهد اليابان. ويعقبه ابنه الأمير هيساهيتو في تسلسل ولاية العهد.

### هوايات واهتمامات
ناروهيتو مهتم بسياسة المياه والحفاظ على المياه. في مارس 2003، بصفته الرئيس الفخري للمنتدى العالمي الثالث للمياه، ألقى خطابًا في حفل افتتاح المنتدى بعنوان «الممرات المائية التي تربط كيوتو والمناطق المحلية». خلال زيارته للمكسيك في مارس 2006، ألقى الكلمة الرئيسية في حفل افتتاح المنتدى العالمي الرابع للمياه بعنوان «إيدو والنقل المائي». وفي كانون الأول / ديسمبر 2007، ألقى كلمة تذكارية في حفل افتتاح القمة الأولى لمياه آسيا والمحيط الهادئ وعنوانها «البشر والمياه: من اليابان إلى منطقة آسيا والمحيط الهادئ».
يعزف الأمير ناروهيتو الآن الفيولا، بعد أن تحول من الكمان لأنه اعتقد أن الأخير «قيادي جدًّ، وبارز جدًا» ليناسب أذواقه الموسيقية والشخصية. يستمتع بالركض والمشي والتسلق في أوقات فراغه.

## ولي العهد

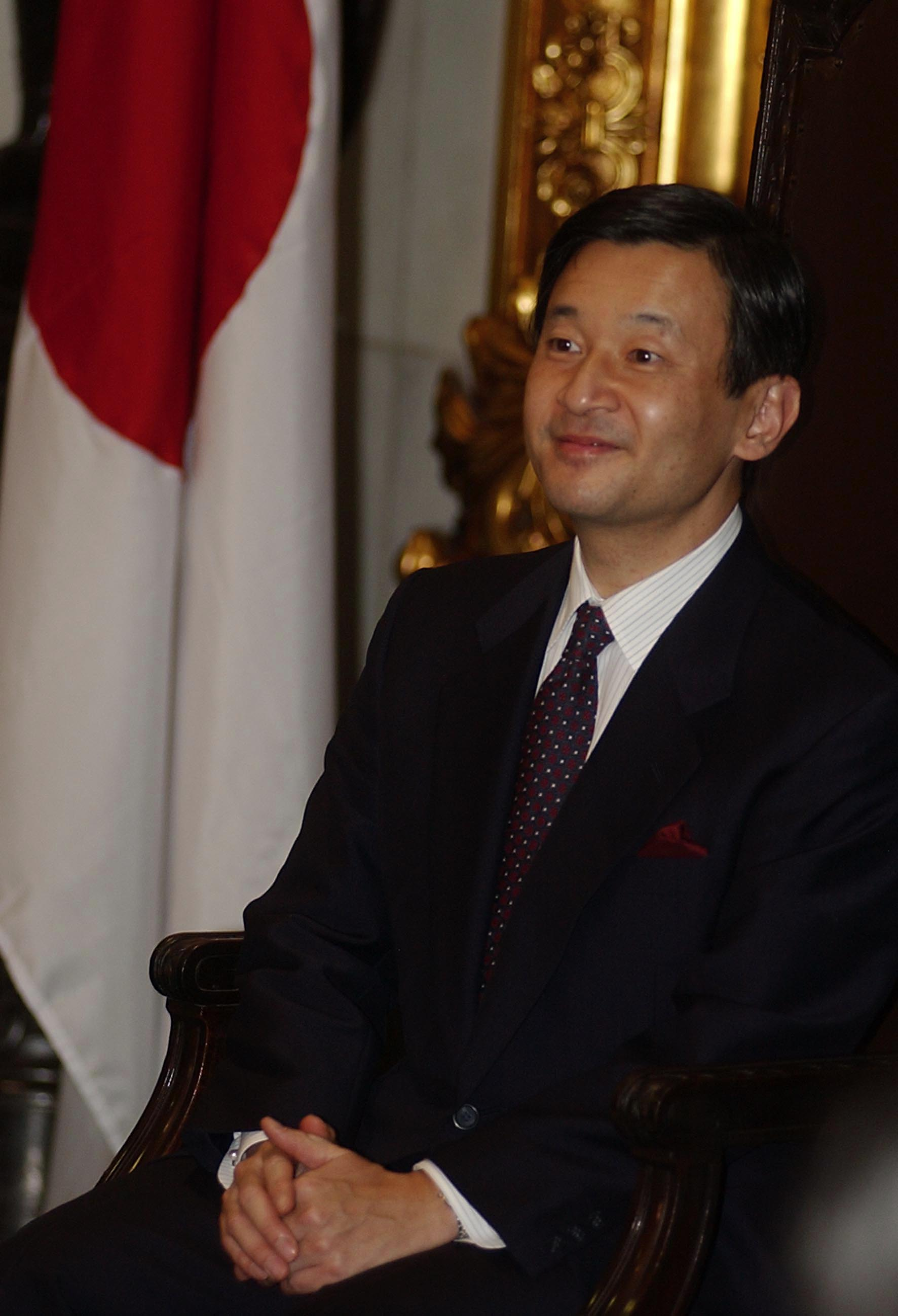
ناروهيتو في البرازيل، 18 يونيو 2008

أثناء ولايته للعهد، كان ناروهيتو عضوا فخريا في اللجنة العالمية للمياه للقرن الحادي والعشرين والراعي للشراكة العالمية للمياه، التي أنشأها البنك الدولي والأمم المتحدة والوكالة السويدية للتنمية.
وكان راعي لجنة الألعاب الأولمبية اليابانية. نيابة عن التاج، يقوم الأمير بمهام تمثيلية في اليابان والخارج. يعد الأمير أيضًا من مؤيدي المنظمة العالمية للحركة الكشفية، وفي عام 2006، حضر نيبون جامبوري الرابع عشر، وهو جامبوري وطني ياباني نظمته رابطة الكشافة اليابانية. كان ولي العهد أيضًا نائبًا فخريًا لرئيس جمعية الصليب الأحمر الياباني منذ عام 1994.
وكان الرئيس الفخري لمعرض إكسبو 2005 ‏ .

### السفر
قام ناروهيتو بزيارة رسمية إلى بوتان في عام 1997. عند مغادرته في 6 مارس، سافر على متن طائرة طيران دروك، حاملة العلم البوتاني، وانضم إليه أثناء توقفه في كلكتا عدد من هواة السفر.
في يوم الإثنين 9 فبراير 2009، غادر ناروهيتو اليابان متوجهاً إلى فيتنام، وهي أول زيارة لدولة شيوعية لوريث عرش الأقحوان، آنذاك. خلال الرحلة التي استمرت أسبوعًا، التقى بالرئيس نغوين مينه ترييت في هانوي وزار مدينة هوو القديمة في وسط فيتنام، وكذلك مدينة هو تشي مينه في الجنوب. تمثل هذه الزيارة الذكرى الخامسة والثلاثين للعلاقات الدبلوماسية بين البلدين.
في 17 يونيو 2014، قام برحلة رسمية لمدة أسبوع في سويسرا للاحتفال بالذكرى المائة والخمسين للعلاقات الدبلوماسية. كانت الزيارة والتي جاءت بناء على دعوة من حكومة سويسرا، أول زيارة رسمية إلى البلاد من قبل ولي العهد.

### الوصاية على العرش
لمدة أسبوعين في عام 2012، تولى ناروهيتو مؤقتا مهام والده ريثما يخضع الإمبراطور ويتعافى من عملية جراحية في القلب.

### يوم جبل فوجي
تمت تسمية عيد ميلاد ناروهيتو باسم «يوم جبل فوجي» من قِبل محافظتي شيزوكا وياماناشي بسبب حبه المعلن للجبل.

## الإمبراطور
في 1 ديسمبر 2017، أعلنت الحكومة أن والد ناروهيتو، الإمبراطور أكيهيتو، سيتنازل عن العرش في 30 أبريل 2019 وسيصبح ناروهيتو الإمبراطور بداية من 1 مايو 2019.
جرت في 22 أكتوبر 2019 بالقصر الإمبراطوري في طوكيو مراسم تنصيب إمبراطور اليابان الجديد ناروهيتو في حفل رسمي ضخم وفق طقوس وتقاليد تعود لآلاف السنين وبحضور قادة دول وشخصيات كبرى من نحو 180 بلداً .

## أعمال مختارة
- 2006 – The Thames and I: A Memoir of Two Years at Oxford with Hugh Cortazzi. Folkestone, Kent: Global Oriental. (ردمك 978-1-905246-06-9); 65196090
- 1993 – Temuzu to tomoni: Eikoku no ninenkan ‎ (テムズとともに: 英国の二年間؟، OCLC 032395987)

## الألقاب
- 23 فبراير 1960 - 23 فبراير 1991: صاحب السمو الإمبراطوري الأمير هيرو
- 23 فبراير 1991 - 30 أبريل 2019: صاحب السمو الإمبراطوري ولي عهد اليابان
- 1 مايو 2019 – حتى الآن: صاحب الجلالة الإمبراطور[21]

## الأوسمة

خاتم الإمبراطور

### المحلية
- الطوق الكبير لوسام الأقحوان (23 فبراير 1980)
- الميدالية الذهبية لتقدير الصليب الأحمر الياباني [22]
- الميدالية الذهبية الفخرية لعضو في الصليب الأحمر الياباني [22]

### الأجنبية
- النمسا: وسام الشرف الكبير بالذهب مع وشاح للخدمات لجمهورية النمسا (1999) [23]
- البحرين: طوق وسام الخليفة
- بلجيكا: الطوق الأكبر لأمر ليوبولد [24]
- الدنمارك: فارس وسام الفيل (16/11/2004) [25]
- ألمانيا: الرتبة الأولى من الصليب الأكبر لوسام الاستحقاق لجمهورية ألمانيا الاتحادية
- اليونان: الصليب الكبير لأمر الفادي
- المجر: صليب وسام الاستحقاق الكبير لجمهورية المجر (2000)
- إيطاليا: فارس صليب وسام الاستحقاق للجمهورية الإيطالية
- لوكسمبورغ: فارس وسام الأسد الذهبي لدار ناسو （2017）
- ماليزيا: القائد الكبير الفخري لأمر المدافع عن العالم (2012) [26]
- هولندا: الصليب الكبير لأمر التاج (1991)
- النرويج: الصليب الكبير لأمر القديس أولاف (26/03/2001)
- الفلبين: الياقات الكبرى لأمر سيكاتونا، رتبة راجا (3 ديسمبر 2002) [27]
- البرتغال: صليب المسيح الكبير (02/12/1993) [28]
- قطر: قلادة الجدارة
- إسبانيا: صليب الفرسان الأكبر من وسام تشارلز الثالث (08/11/2008) [29]
- السويد: فارس النظام الملكي للسيرافيم (26/03/2007) [30]
- تونغا:
  - فارس جراند كروس مع ذوي الياقات البيضاء في وسام تاج تونجا (01/08/2008) [31]
  - وسام التتويج لجلالة الملك جورج توبو الخامس (01/08/2008) [32]
  - تتويج وسام جلالة الملك توبو السادس (04/07/2015)
- الإمارات العربية المتحدة: عضو من الدرجة الأولى من وسام زايد (23/01/1995) [33][34]

### الدرجة الشرفية
- جامعة أكسفورد

### المناصب الفخرية
- نائب رئيس جمعية الصليب الأحمر الياباني الفخري
- الرئيس الفخري للمجلس الاستشاري للأمين العام للأمم المتحدة بشأن المياه والصرف الصحي
- جائزة الدراج الذهبية من جمعية الكشافة اليابانية (1989) [35]

## الأسلاف

### النسب الأبوي
| النسب الأبوي |
| --- |
| روتين Naruhito هو الخط الذي ينحدر من الأب إلى الابن. النسب الأبوي هو المبدأ وراء العضوية في المنازل الملكية، حيث يمكن تتبعه عبر الأجيال، مما يعني أن Naruhito هو عضو في البيت الإمبراطوري في اليابان. البيت الامبراطوري في اليابان 1. النزول قبل Keitai غير واضح للمؤرخين الحديثين، ولكن تقليديا تعود إلى الوراء إلى الإمبراطور Jimmu 2. الامبراطور Keitai ، كاليفورنيا. 450-534 3. الامبراطور كينمي، 509-571 4. الإمبراطور بيداتسو، 538-585 5. الأمير أوشيساكا، كاليفورنيا. 556-؟ ؟ ؟ 6. الامبراطور جومي، 593-641 7. الإمبراطور تينجي، 626–671 8. الأمير شيكي، ؟؟؟ - 716 9. الامبراطور كينين، 709-786 10. الإمبراطور كانمو ‏، 737-806 11. الامبراطور ساغا ‏، 786-842 12. الامبراطور Ninmyō ‏ ، 810-850 13. الامبراطور كوكو ‏، 830-867 14. الإمبراطور أودا ‏، 867-931 15. الامبراطور دايجو، 885-930 16. الامبراطور موراكامي، 926-967 17. الإمبراطور إينيتش ‏، 959-1991 18. الإمبراطور إيتشيو، 980-1011 19. الإمبراطور جو سوزاكو ‏، 1009-1045 20. الإمبراطور جو سانجو ‏، 1034-1073 21. الامبراطور شيراكاوا ‏، 1053–129 22. الامبراطور هوريكاوا ‏، 1079-117 23. الامبراطور توبا ‏، 1103-1156 24. الإمبراطور جو شيراكاوا ‏، 1127-1192 25. الإمبراطور تاكاكورا ‏، 1161-1181 26. الإمبراطور جو توبا ‏، 1180-1239 27. الإمبراطور تسوتشيكيكادو، 1196-1231 28. الإمبراطور جو ساغا ‏، 1220-1272 29. الإمبراطور جو فوكاكوسا ‏، 1243-1304 30. الامبراطور فوشيمي، 1265-1317 31. الإمبراطور جو فوشيمي ‏، 1288-1336 32. الإمبراطور كيجون ‏، 1313–1364 33. الامبراطور سوكو ‏، 1334-1398 34. الأمير يوشيهيتو فوشيمي ‏، 1351-1416 35. الأمير صدفوسا فوشيمي ‏، 1372-1456 36. الإمبراطور جو هانازونو ‏، 1419-1471 37. الإمبراطور جو تسوتشيميكادو، 1442-1500 38. الإمبراطور جو كاشيوابارا ‏، 1464-1526 39. الإمبراطور جو نارا، 1495–1557 40. الإمبراطور أجيماتشي ‏، 1517-1593 41. الأمير ماساهيتو ‏، 1552-1586 42. الإمبراطور جو يزي ‏، 1572-1617 43. الإمبراطور جو ميزونو، 1596-1680 44. الامبراطور ريغن، 1654-1732 45. الإمبراطور هيغاشياما، 1675-1710 46. الأمير ناوهيتو كانين ‏، 1704-1753 47. الأمير سوكيهيتو كانين ‏، 1733-1794 48. الإمبراطور كوكاكو، 1771-1840 49. الامبراطور نينكو، 1800-1846 50. الامبراطور كومى، 1831-1867 51. الإمبراطور ميجي، 1852-1912 52. الامبراطور تايشو، 1879-1926 53. الامبراطور شوى، 1901-1989 54. الامبراطور اكيهيتو، ب. 1933 55. ولي العهد Naruhito ، ب. 1960 |

## وصلات خارجية
- ناروهيتو على موقع الموسوعة البريطانية (الإنجليزية)
- ناروهيتو على موقع مونزينجر (الألمانية)
- ناروهيتو على موقع إن إن دي بي (الإنجليزية)

- أصحاب الجلالة الإمبراطور ناروهيتو والإمبراطورة ماساكو في موقع ويب Imperial House Agency
- مؤتمر صحفي لناروهيتو بمناسبة عيد ميلاده (2017)